# Quadricalcarifera punctatella
Quadricalcarifera punctatella är en fjärilsart som beskrevs av Victor Ivanovitsch Motschulsky 1860. Quadricalcarifera punctatella ingår i släktet Quadricalcarifera och familjen tandspinnare. Inga underarter finns listade.